# 私設鉄道法
私設鉄道法（しせつてつどうほう、明治33年3月16日法律第64号）は、軌道を除く一般の利用に供する民営鉄道の敷設・運営に関して規定した日本の法律である。1900年（明治33年）3月16日に公布、同年10月1日に施行され、1919年（大正8年）8月15日の地方鉄道法施行まで民営鉄道事業に関する根幹法の役割を担った。
ここでは、当法の前身であり、1887年（明治20年）5月18日に勅令として公布された私設鉄道条例（明治20年勅令第12号）についても、あわせて解説する。

## 概要
日本で初めての民営鉄道事業に関する法律であり、後の地方鉄道法の直系の前身に当たる。私設鉄道条例は全41条であったのに対し、私設鉄道法は全98条と大きな条文数の増加があるが、後者は勅令である前者を法律として整備し直したものであり、その内容はほとんど変わらずに引き継がれている。
私設鉄道条例および当法では民営鉄道事業者を「私設鉄道株式会社」と呼称し、路線敷設のために提出すべき書類の内容など手続の次第や免許の取扱い、設備の規定とその扱い方、所轄官庁の監督範囲などが規定されており、後身の地方鉄道法の基礎となった条文も多い。
しかし一方で、極めて微に入り細にわたった独特の条項がいくつも存在するのが特徴でもあった。その大きなものが会社の設立に関する規定で、私設鉄道条例や当法では私設鉄道会社は通常の会社と異なり、敷設免許と一体の存在ととらえられ、免許を受けた上でないと設立することも経営することもならず、さらに当法では免許が全て失効した際は解散しなければならないとも規定されていた。
このため私設鉄道を敷設する際、事業者は路線敷設に関する概要書類・図面の他に、設立に関する申請書を添付して免許を申請する必要があった。私設鉄道条例では資本金の総額・総株数・株式1株あたりの価格について記した説明書と収支概算書を提出して、会社設立免許・鉄道布設免許を受けてから会社の設立と路線の敷設を行う必要があった。後継である当法ではさらに複雑な手続きとなり、まず仮の定款と収支概算書を提出して一旦仮免許を受けなければならなかった。そうしてこの仮免許を受けてから初めて株主と株式を集めて創立総会を開き会社の設立を決定した上で、ようやく本免許を受けて会社の登記を行うとともに路線の敷設を行うことができたのである。この会社設立に関する規定自体にも、「発起人の持つ株式は2割以上」「仮免許が下りていない場合は株主を募ってはいけない」など株式の部分にまで踏み込んだ厳しい規定が存在した。
敷設後の運営に関しても、年度末の営業報告書の提出や、統計の編纂と提出を義務づけたりと、現在ならば事業者が自己の意思で行うようなことまで義務として規定し、運賃に至っては賃率まで具体的な数字を出して基準を示していた。
さらに法に反した場合は免許を取り消すだけでなく、政府が事業者の人事に介入して取締役や役員を解任し、私設鉄道条例では代わりの人選を行うか政府へ営業を強制委託させるかのどちらかの処置を取り、当法では政府または別の事業者へ営業を強制委託させるという規定までも存在した（ただしこの条項は後身の地方鉄道法にも受け継がれており、当法だけのものではない）。
また本免許が下りてから25年を過ぎた場合、政府がその路線を買収する権利を有するとする条項も存在した。地方鉄道法にも「公益上必要と認めた場合は政府が買収できる」として政府が買収権を持つことを規定した条項は存在したが、それが一定期間を経た後強制的に発生すると規定しているのは当法が唯一である。
このように当法は事業者の自主性をかなりの部分で規制し、政府が「所轄」というよりもほとんど「統制」に近い監督体制を取ることを認めるものであった。
なお、当法では特別の場合以外は1067mm（3ft6in）以外の軌間を認めないとする規定が存在した。これは国有鉄道からの乗り入れや買収の際に問題が発生することを防ぐための条項であった。

## 歴史

### 背景
当初日本では、鉄道は全て政府による建設を行うことが政府方針であり、民間資本が鉄道会社を作って鉄道を建設することは馬車鉄道などの小規模な軌道以外には想定していなかった。
しかし実際には西南戦争などで国費が窮乏し、東海道本線以外の予定線を政府単独では敷設できなくなってしまった。このため窮余の策として民間資本を活用することになり、1881年（明治14年）に日本最初の民営鉄道会社として日本鉄道が設立されて東北方面の鉄道建設が委託され、2年後の1883年（明治16年）に開業した。
政府としてはあくまで一時的な措置の予定であったが、政府の財政がなかなか立ち直らず、やむなく私設の鉄道会社＝「私設鉄道会社」の設立を認め、日本鉄道と同様の方式で建設予定路線の建設・営業を委託することにしたのである。

### 制定と私設鉄道ブーム
これに際し1887年（明治20年）5月18日に公布されたのが私設鉄道条例であった。上述したとおり、政府が会社に強く干渉し、さらには国有化までにおわせるほど統制色の強い法律であったが、公式に鉄道の民営が認められたことで一種のブームとなり、各地の資本家が鉄道会社を設立して雨後の竹の子のごとく多数の会社が誕生した。政府もその設立を受けて、自身が建設しきれない路線を民間へ委託する旨を法律で定め、どんどんと私設鉄道会社へ投げて行った。
これによって日本の鉄道は私設の方が国有よりも比率が高くなり、なかんずく幹線鉄道は日本鉄道・北海道炭礦鉄道・北海道鉄道・関西鉄道・山陽鉄道・九州鉄道などの私設鉄道会社が担う状態となった。
このような状況を受け、政府は私設鉄道条例を改正して法律としての体裁を整え、1900年（明治33年）3月16日に私設鉄道法を公布、10月1日から施行することになった。これによって鉄道を全て国有とする当初の原則は完全に崩れ、鉄道網を国有と民営が分け合うという体制が確固たるものになったのである。

### 私設鉄道の国有化
鉄道国有法も参照のこと
だが、このように鉄道網整備が過剰なまでに民間に依存している現状に異を唱えた者があった。「日本の鉄道の父」と呼ばれ、黎明期の鉄道行政を主導した井上勝を筆頭とする鉄道国有論者である。特に井上は早くから幹線鉄道を民営とすることに反対し、民営で幹線鉄道を建設することの弊害を訴えていた。
しかし「無い袖は振れぬ」と民間に建設を投げた政府としてはその言葉に耳を貸すわけにはいかず、また幹線鉄道を運営する私設鉄道会社がいわゆる財閥に属し、経営者の政治的発言力が強かったことから激しく抵抗された。このため国有論者が何度国有化法案を出してもそのたびに廃案にされてしまい、その間に上述したような主要幹線がほぼ民営という状態が生まれてしまった。
このために国有化論は長く塩漬け状態となっていたが、やがて鉄道の軍事的役割を意識し出した軍部が国有化論に支持の姿勢を見せ始め、さらに財閥も国有化に理解を示すようになった。かくして鉄道国有化論は一転して賛同を得ることとなり、1906年（明治39年）に鉄道国有法が成立、私設鉄道会社の半数以上に当たる17社が国有化されることになった。

### 形骸化と廃止
軽便鉄道法も参照のこと
この鉄道国有化は、私設鉄道の世界、そして当法にとっては大きな打撃となった。事業者の半分以上が消滅したというのもあるが、それ以上に法律の規定があまりに厳しいために敬遠されてしまい、私設鉄道会社の新規設立が鈍ったということが大きい。また日清戦争・日露戦争と二度も戦争をした政府自身も地方の小路線については民間頼みにせざるを得なかったため、このような状況は頭の痛いものであった。
そこで政府は当法を補佐し、民営鉄道事業者の設立と建設を促進する法律として、1910年（明治43年）4月21日に軽便鉄道法を公布した。これは当法でこと細かに定められている事項をほとんど省略し、設立・敷設の手続きを可能な限り簡素化したものであった。当法の準用規定はあったものの全98条中8条のみ、それも政府が強い統制を及ぼす部分は外しての準用という有様で、会社の自由度は当法とは比べものにならないくらいに高くなっていた。また同時に軽便鉄道補助法が制定され、国の補助が約束されるなど、政府にしてみれば大サービスというべき政策が採られることになった。
この軽便鉄道法の施行により、自由度が高く補助金までもらえるとあって各地の実業家が飛びつき、軽便鉄道会社が大量に設立された。しかしその一方で、私設鉄道から軽便鉄道への変更も認められていたために、既存の事業者までもが私設鉄道から軽便鉄道へと続々と会社種別を変更し、当法に準拠した事業者がどんどん減少して行くという事態が発生してしまった。その理由は当法の窮屈さ、なかんずく賃率の規定の厳しさに会社が音を上げたためで、図らずも地方鉄道網の充実を図るための政策が、結果的に当法の首を締め上げることになってしまったのである。
またそれ以前、1905年（明治38年）に阪神電気鉄道が実体は鉄道ながら「軌道」としての特許を認められ、軌道扱いで開業したことに追随して、大都市周辺の民営鉄道が「軌道」として特許申請・開業する例が増えていたことも、当法を追いつめる要因となった。  
このようにして私設鉄道法から軽便鉄道法への転向が続いた結果、ついに1918年（大正7年）の足尾鉄道の国有化を最後は準拠路線が消滅するという有様となり、形骸化してしまった。
この状況を是正するため、政府は当法と軽便鉄道法の両者を統合した法律を新たに制定することを決定し、1919年（大正8年）4月10日に地方鉄道法を公布した。そして同年8月15日の地方鉄道法施行とともに、当法は条例時代から数えて33年間にわたる役目を終え、廃止されたのであった。